# Félix Guattari
Pierre-Félix Guattari ([ɡwataʁi] 30. dubna 1930 – 29. srpna 1992 Paříž) byl francouzský psychoanalytik, filozof a levicový politický aktivista. Proslavila ho zejména spolupráce s Gillesem Deleuzem, především knihy Antioidipus (1972) a Tisíc plošin (1980), dva díly práce souhrnně nazvané Kapitalismus a schizofrenie. Celý život pracoval v experimentální psychiatrické klinice La Borde.